# Fantasy-Jahr 1983
Übersicht

◄◄ | ◄ | 1979 | 1980 | 1981 | 1982 | Fantasy-Jahr 1983 | 1984 | 1985 | 1986 | 1987 | ► | ►►

Weitere Ereignisse